# Oxford Aviation Academy

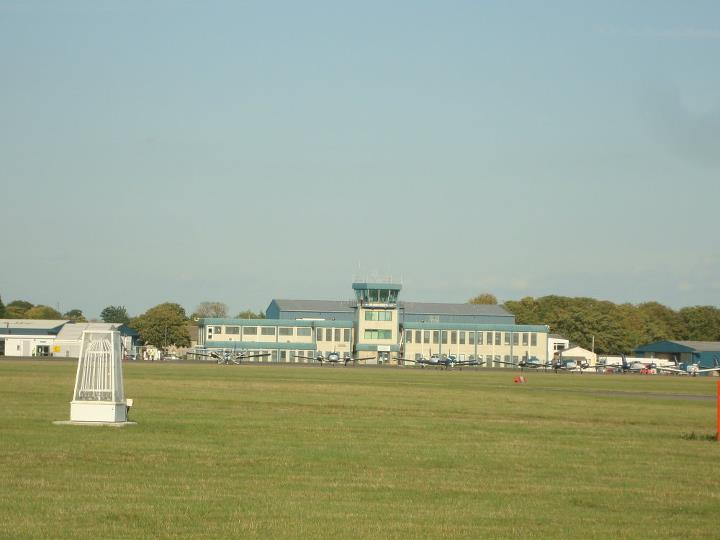
Das Hauptgebäude der Oxford Aviation Academy

Die Oxford Aviation Academy (OAA) ist die größte Flugtrainingseinrichtung in Europa, die weltweit führende unabhängige Ausbildungseinrichtung sowie die größte Ab-initio-Flugschule der Welt. Sie wurde 1961 gegründet und gehört zum kanadischen Luftverkehrsunternehmen CAE. Die Ausstattung umfasst 125 Flugzeuge, 64 Flugsimulatoren und elf Trainingszentren auf fünf Kontinenten.
Die Einrichtung hat seit ihrer Gründung über 20.000 Piloten und Flugingenieure hervorgebracht und bildet jährlich etwa 2000 Schüler aus.

## Geschichte
Als eine Vorgängereinrichtung wurde 1939 der Oxford Flying Club gegründet, der jedoch aufgrund von Beschränkungen für die Zivile Luftfahrt während des Zweiten Weltkriegs nur eingeschränkt agieren konnte. In dieser Zeit wurde das Gelände durch die Royal Air Force genutzt. 1947 nahm der Club seine Aktivitäten als Oxford Aeroplane Club wieder auf und verstärkte seine Flugzeugflotte während der 1950er Jahre stark. 1960 wurde der Club offiziell als Flugschule anerkannt.
1961 folgte die Grundsteinlegung für die heutige Institution. Das Mutterunternehmen Oxford Aviation fusionierte mit der Pressed Steel Company zur British Executive Air Services (BEAS). Es wurden neue Schulungsgebäude und Unterkünfte für die Schüler errichtet. Erste Kurse zur Erlangung der Berufspilotenlizenz und Instrumentenflugberechtigung begannen im März 1962.
1963 wurde die Flugtrainingssparte der BEAS in Oxford Air Training School sowie in den 1990er Jahren in Oxford Aviation Training (OAT) umbenannt. OAT wurde 2007 von der britischen Muttergesellschaft BBA Aviation für 63 Mio. US-Dollar an die GCAT Flight Academy, ein Tochterunternehmen der General Electric, sowie die zur SAS Scandinavian Airlines gehörende SAS Flight Academy verkauft.
2007 wurde die Einrichtung in den heutigen Namen Oxford Aviation Academy umbenannt und 2012 von der CAE-Gruppe für umgerechnet 210 Mio. Euro erworben. Nach der Aufhebung des Fahrverbots für Frauen in Saudi-Arabien 2018 bot die OAA saudi-arabischen Frauen erstmals eine Ausbildung zur Pilotin an.

## Kursstruktur
Teil der Einschreibung an der OAA ist ein Assessment-Center, im Zuge dessen unter anderem die Eignung, Leistungsfähigkeit, Persönlichkeit, Teamfähigkeit, Kommunikationsfähigkeiten, Hingabe und das technische Wissen getestet werden. Die Kurse selber umfassen je nach Programm etwa 760 Kursstunden und 220 Flugstunden.

### Grundschulung
Die ersten sechs Monate des Trainings umfassen die Grundschulung sowie die Abgabe von 14 JAA- und EASA-Prüfungen, die wiederum Teil der Verkehrspilotenlizenz sind. Zu diesen Prüfungen gehören unter anderem auch Meteorologie, Sichtflug- und Instrumentenflug-Kommunikationstechnik, Funknavigation, Flugplanung, Weight-and-Balance-Berechnung sowie das internationale Luftfahrtrecht.

### Flugtraining
Nach Abschluss dieser Kurse haben die Schüler die Möglichkeit, in Phoenix, Arizona Flugstunden zu nehmen und die Berufspilotenlizenz zu erwerben. Die Flugstunden finden auf dem Falcon Field statt. 115 Flugstunden werden in einer Piper PA-28 sowie einer Extra 300 ausgeführt, weitere zehn Stunden in einer Piper PA-44.
Das fortgeschrittene Training findet im Anschluss in einem Flugsimulator und einer Piper PA-34 in Oxford statt.

### MCC / JOC
Das finale Training findet in einem Flugsimulator statt; diese umfassen Flugzeugtypen von Boeing, Airbus, Bombardier und Embraer. Multi Crew Coordination-Kurse (MCC) lehren die Schüler Effizienz in einem mehrköpfigen Arbeitsumfeld. Im Jet Orientation Course lernen die Schüler, wie ein modernes Düsenflugzeug betrieben wird.

### Integrated ATPL
Als Vorzeigekurs der OAA gilt der Integrated Airline Transport Pilot License-Kurs, der sich speziell an Schüler mit wenig oder keiner vorausgehenden Flugerfahrung richtet. Der Kurs dauert 18 Monate, die OAA arbeitet hierbei eng mit vielen führenden Fluggesellschaften zusammen.